# 巴拉利站
巴拉利站（英語：Balally）是一個位於愛爾蘭都柏林的都柏林轻轨站，在2004年通車，服務地區為鄧德拉姆，巴拉利和戈特斯敦。都柏林公車路線44、44B和116均能到達此站。
巴拉利站是一個露天式车站箱，列車需要穿過隧道才能到達車站。北行方向隧道上方是街道和住宅，而南行方向隧道上方是辦公室。車站設有停车换乘設施，共有421個車位，其中9個預留給殘障人士使用。這停車場位於地底，而地面停車場則供附近住戶使用。